# Дьеп (округ)
Дьеп (фр. Dieppe) — округ (фр. Arrondissement) во Франции, один из округов в регионе Нормандия. Департамент округа — Приморская Сена. Супрефектура — Дьеп.
Население округа на 2018 год составляло 234 504 человека. Плотность населения составляет 75 чел./км². Площадь округа составляет 3138,45 км².

## Состав
Кантоны округа Дьеп (с 1 января 2017 года):
- Гурне-ан-Бре
- Дьеп-1
- Дьеп-2
- Люнре
- Нёшатель-ан-Бре (частично)
- Сен-Валери-ан-Ко (частично)
- Э

Кантоны округа Дьеп (с 22 марта 2015 года по 31 декабря 2016 года):
- Гурне-ан-Бре (частично)
- Дьеп-1
- Дьеп-2
- Люнре (частично)
- Нёшатель-ан-Бре
- Сен-Валери-ан-Ко (частично)
- Э